# Forze armate siriane
Le forze armate siriane (in arabo القوات المسلحه السورية‎?, al-Quwwāt al-musallaḥa al-sūriyya), ufficialmente Forze armate arabe siriane, comandate fino alla caduta del suo regime dal presidente della Siria Bashar al-Assad, sono composte dall'esercito arabo, dalle Marina araba, dalla Forza aerea araba, dalle forze di difesa aerea arabe e dal direttorato di intelligence militare.
Nel Paese esiste la leva militare per l'arruolamento del personale; prima della guerra civile siriana il periodo di leva si era ridotto dai due anni e mezzo del 2005 a un anno e mezzo del 2011.
Con la disgregazione dell'Unione Sovietica, il maggiore fornitore di addestratori, armamenti e fondi della Siria, quest'ultima ha visto un rallentamento nelle acquisizioni di moderni sistemi d'armamento. I suoi missili terra-terra Scud-C forniti all'inizio del 1990 dalla Corea del Nord possono raggiungere la maggior parte delle zone popolate di Israele, suo storico nemico; nuovi missili Scud-D sono in fase si sviluppò con l'aiuto della stessa Corea del Nord e dell'Iran. La Siria ha avuto un importante aiuto finanziario dai Paesi del Golfo a seguito del suo intervento contro l'Iraq nella guerra del Golfo del 1990-1991. Gran parte di questi fondi sono stati utilizzati per spese militari. Circa 14.000 soldati siriani erano dispiegati in Libano fino al 27 aprile 2005, quando l'ultimo di essi ha abbandonato il paese dopo tre decenni di stazionamento.

## Storia

### Mandato francese
Il primo nucleo di quello che in seguito diverrà l'esercito siriano era costituito da una forza di volontari arruolata nel 1920 durante il mandato francese della Siria per arginare la minaccia del nazionalismo arabo. Nel 1925 queste truppe, guidate da ufficiali francesi, vennero ingrandite e riorganizzate nelle truppe speciali del Levante (Troupes Spéciales du Levant), che nel 1938 contavano circa 10.300 effettivi. Questa unità nel 1941, in piena seconda guerra mondiale, offrì una resistenza simbolica alle forze britanniche e francesi libere impegnate nella campagna di Siria. Dopo la vittoria degli Alleati i francesi ridesignarono le truppe speciali del Levante in "truppe del Levante" (Troupes du Levant).
Le autorità francesi controllarono le vaste zone rurali siriane per mezzo di unità della gendarmeria formate da locali ma, come avveniva per le truppe del Levante, comandate da ufficiali francesi, via via sostituiti da colleghi siriani diplomatisi all'accademia militare di Homs man mano che si avvicinava l'indipendenza della Siria. Alla fine del 1945 le truppe del Levante contavano circa 5.000 unità e la gendarmeria 3.500. Un anno dopo, quando i francesi lasciarono la Siria, queste unità vennero regolarizzate dalla nuova e indipendente Siria e crebbero fino ai 12.000 effettivi del 1948, data in cui scoppiò la prima guerra arabo-israeliana.

### Partecipazione ad azioni armate
- Guerra arabo-israeliana del 1948 (contro Israele)
- Guerra dei sei giorni (contro Israele)
- Guerra del Kippur (contro Israele)
- Guerra civile libanese (1975-1990)
  - Guerra del Libano del 1982
- Guerra del Golfo (contro l'Iraq)

Le Forze Armate siriane sono state utilizzate anche per mantenere l'ordine interno, come per la rivolta del gruppo Fratelli musulmani negli anni ’80.

## Problemi internazionali
Dal 1967, la Guerra dei sei giorni, la maggior parte del territorio delle Alture del Golan è sotto possesso israeliano. Dal 1973, fine della Guerra del Kippur, la linea del cessate il fuoco è stata rispettata da tutti quanti, con pochissimi incidenti. La Siria non riconosce la presenza dello Stato di Israele e assieme al Libano accusa Israele che le fattorie di Sheb'a, annesse dallo Stato ebraico, sono in realtà territorio libanese e quindi ufficialmente Israele ancora non si è ritirato dal Libano. Gli israeliani e le Nazioni Unite sono contrari a questa versione dei fatti, pensando che le fattorie siano parte delle Alture del Golan, quindi territorio siriano.
La Siria è stata chiamata in Libano dal presidente libanese nel 1976, per dare aiuto al governo sotto attacco dall'OLP e milizie libanesi. Per tutta la durata della guerra civile i siriani sono rimasti nella nazione e messo sotto il loro controllo quasi tutto il territorio, e in contemporanea combattendo contro Israele, che aveva occupato la parte sud del Libano (oggi sgombra). I siriani si sono ritirati nel 2005 sotto pressioni internazionali a seguito dell'assassinio di Rafīq al-Ḥarīrī. Le forze siriane sono state accusate di essere coinvolte nella morte di quest'ultimo, così come anche nel mischiarsi negli affari libanesi.
I siriani inoltre ritengono che la Provincia di Hatay (oppure Iskandarūn o Alessandretta), nel sud della Turchia, sia loro territorio sotto occupazione da quando la Francia l'aveva passato al governo turco nell'era coloniale. Tuttavia non ci sono stati problemi al riguardo.

## Esercito Siriano

### Struttura e organizzazione delle Forze terrestri siriane
- Divisione della Guardia repubblicana (Damasco)
  - 1ª Brigata corazzata
  - 2ª Brigata corazzata
  - 3ª Brigata corazzata
  - 4ª Brigata meccanizzata
  - Brigata d'artiglieria
- Comando missili (Aleppo)
  - Brigata missili
    - 4 battaglioni su SS-21 Scarab

  - Brigata missili
    - 3 battaglioni su SS-1 Scud-B/C

  - 96ª Brigata missili
    - 4 battaglioni su FROG-7

  - Brigata missili
    - 3 battaglioni su SS-1 Scud-D
- Comando forze speciali (al-Qutayfa)
  - 14ª Divisione commando
    - 1º Reggimento forze speciali
    - 2º Reggimento forze speciali
    - 3º Reggimento forze speciali
    - 4º Reggimento forze speciali

  - 5º Reggimento forze speciali
  - 6º Reggimento forze speciali
  - 7º Reggimento forze speciali
  - 8º Reggimento forze speciali
  - 9º Reggimento forze speciali
  - 10º Reggimento forze speciali
  - 11º Reggimento forze speciali
- I Corpo d'armata (Damasco)
  - 4 reggimenti forze speciali indipendenti
  - 5ª Divisione corazzata
    - 17ª Brigata corazzata
    - 96ª Brigata corazzata
    - 112ª Brigata meccanizzata
    - Brigata d'artiglieria

  - 6ª Divisione corazzata
    - 12ª Brigata corazzata
    - 98ª Brigata corazzata
    - 11ª Brigata meccanizzata
    - Brigata d'artiglieria

  - 7ª Divisione meccanizzata
    - 58ª Brigata corazzata
    - 68ª Brigata corazzata
    - 78ª Brigata meccanizzata
    - Brigata d'artiglieria

  - 8ª Divisione corazzata
    - 62ª Brigata corazzata
    - 65ª Brigata corazzata
    - 32ª Brigata meccanizzata
    - Brigata d'artiglieria

  - 9ª Divisione corazzata
    - 43ª Brigata corazzata
    - 91ª Brigata corazzata
    - 52ª Brigata meccanizzata
    - Brigata d'artiglieria
- II Corpo d'armata (al-Zabadan)
  - 5 reggimenti forze speciali indipendenti
  - 1ª Divisione corazzata
    - 44ª Brigata corazzata
    - 46ª Brigata corazzata
    - 42ª Brigata meccanizzata
    - Brigata d'artiglieria

  - 3ª Divisione corazzata
    - 47ª Brigata corazzata
    - 82ª Brigata corazzata
    - 132ª Brigata meccanizzata
    - Brigata d'artiglieria

  - 4ª Divisione meccanizzata
    - 1ª Divisione corazzata
    - 61ª Brigata meccanizzata
    - 89ª Brigata meccanizzata
    - Brigata d'artiglieria

  - 10ª Divisione meccanizzata
    - 5ª Brigata corazzata
    - 51ª Brigata corazzata
    - 123ª Brigata meccanizzata
    - Brigata d'artiglieria

  - 11ª Divisione corazzata
    - 60ª Brigata corazzata
    - 67ª Brigata corazzata
    - 87ª Brigata meccanizzata
    - Brigata d'artiglieria
- III Corpo d'armata (Aleppo)
  - 1 reggimento corazzato indipendente
  - 4 brigate di fanteria indipendenti
  - 1 reggimento forze speciali indipendente
  - 1 brigata di guardie da frontiera
  - Brigata da difesa costiera
    - 3 battaglioni da difesa costiera

  - 2ª Divisione corazzata della riserva
    - 14ª Brigata corazzata
    - 15ª Brigata corazzata
    - 19ª Brigata meccanizzata

  - 12ª Divisione motorizzata di riservisti
    - 3 brigate motorizzate di riservisti

  - 13ª Divisione motorizzata di riservisti
    - 3 brigate motorizzate di riservisti
- Forze di riserva
  - 2 reggimenti corazzati indipendenti
  - 26 brigate motorizzate di riservisti

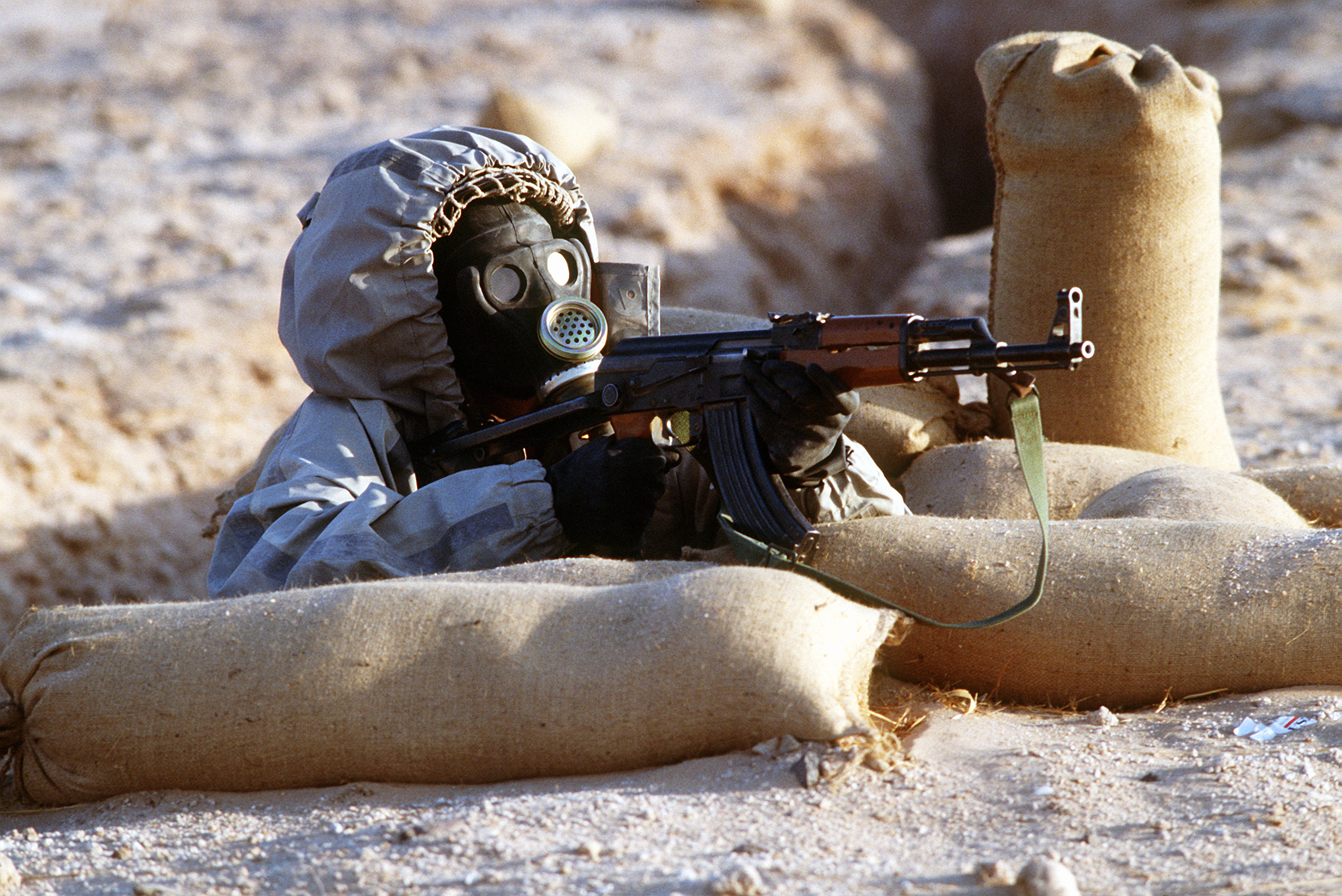
Un soldato siriano armato di Tipo 56-1 e tuta NBC in esercitazione durante l'operazione Desert Shield.

  - 3 brigate di artiglieria

### Inventario dell'armamento

#### Carri da battaglia
- T-54/55 (2250)
- T-62 (3000)
- T-72 (~1600)
  - Circa 1200 sono in deposito.

#### Trasporti truppa da ricognizione
- BRDM-2 (1000)

#### Trasporti truppa
- BTR-50
- BTR-60
- BTR-70
- BTR-152 (500)
- / OT-64

#### Veicoli da combattimento per fanteria
- BMP-1 (2100)
- BMP-2 (100)

#### Artiglieria trainata
- 2A18 da 122mm (600)
- M1954 da 130mm (600)
- M1955 da 152mm (20)

#### Artiglieria semovente
- 2S1 Gvozdika (380)
- 2S3 Akatsiya (50)

#### Mortai trainati
- Mortai da 82mm (200)
- M160 da 160mm (100)
- M240 da 240mm (10)

#### Lanciarazzi multipli
- Type 63 da 107mm (200)
- BM21 da 122mm (280)

#### Razzi e missili balistici tattici
- FROG-7 (18)
- SS-21 (18)
- Scud B/C/D (26)

#### Missili e razzi anticarro
- AT-3 Sagger (3000)
- AT-4 Spigot (150)
- AT-5 Spandrel/7 Saxhorn (40)
- AT-10 Stabber/14 Kornet (800)
- RPG-7
- RPG-29
- MILAN (200)

#### Artiglieria antiaerea semovente
- ZSU-57-2 (10)
- ZSU-23-4 (400)

#### Artiglieria antiaerea trainata
- M1939 da 37mm (300)
- ZSU-23-2 (650)
- S-60 da 57mm (675)
- KS-19 da 100mm (25)

#### Missili antiaerei spalleggiabili
- SA-7 Grail (4000)
- SA-14 Gremilin (100)
- SA-18 Grouse

#### Lanciamissili antiaerei semoventi
- SA-8 Gecko (56)
- SA-9 Gaskin (20)
- SA-13 Gopher (35)
- SA-11 Gadfly
- SA-19 Grison
- Pantsir-S1 (SA-22 Greyhound) (26 - 40)
- SA-15 Gauntlet

## Aeronautica militare siriana
L'Aeronautica militare siriana (in arabo القوّات الجوية العربية السورية‎?, al-Quwwāt al-Jawwiyya al-ʿArabiyya al-Sūriyya) è una parte delle Forze Armate siriane.